# Napaea gynaecomorpha
Napaea gynaecomorpha is een vlindersoort uit de familie van de prachtvlinders (Riodinidae), onderfamilie Riodininae.
Napaea gynaecomorpha werd in 2005 beschreven door Hall, J, Harvey & Gallard.